# Armênia nos Jogos Olímpicos

A bandeira da Armênia

Armênia nos Jogos Olímpicos está representada pelo Comitê Olímpico da Armênia.

## Medalhas
| Evento       | Ouro | Prata | Bronze | Total |
| Atlanta 1996 | 1    | 1     | 0      | 2     |
| Sydney 2000  | 0    | 0     | 1      | 1     |
| Pequim 2008  | 0    | 0     | 6      | 6     |
| Total        | 1    | 1     | 7      | 9     |